# Nuclear Blast All Stars: Out of the Dark
Out of the Dark es un álbum doble realizado por la disquera Nuclear Blast Records para conmemorar sus 20 años como sello discográfico. Producido por Peter Wichers (guitarrista de Soiwork y Warrel Dane) quien también es el encargado de escribir las canciones en el álbum.
Esta producción cuenta con la participación de varias notables personalidades de músicos relacionados con la discográfica Nuclear Blast, qu hace que este trabajo se comparado con el ya hecho una vez por el sello Roadrunner bajo el nombre de Roadrunner United. El primer disco incluye en cada canción a un vocalista diferente, con Wichers a cargo de las guitarras y el bajo, el la batería Dirk Verbeuren y Henry Ranta, todos ellos miembros y exmiembros de Soilwork. El Segundo disco es un recopilatorio de 10 canciones de thrash metal, death metal y black metal de bandas del Sello Nuclear Blast.

## Disco 1
Toda la música compuesta por Peter Wichers de Soilwork. 
| N.º | Título                                                                                              | Duración |  |
| 1.  | «Dysfunctional Hours» (con Anders Fridén de In Flames)                                              | 04:23    |  |
| 2.  | «Schizo» (con Peter Tägtgren de Hypocrisy y Pain (banda))                                           | 03:32    |  |
| 3.  | «Devotion» (con Jari Mäenpää de Wintersun)                                                          | 03:40    |  |
| 4.  | «The Overshadowing» (con Christian Älvestam de Solution .45, ex Scar Symmetry)                      | 03:43    |  |
| 5.  | «Paper Trail» (con John Bush de Armored Saint, ex Anthrax)                                          | 04:19    |  |
| 6.  | «The Dawn of All» (con Björn "Speed" Strid de Soilwork)                                             | 04:10    |  |
| 7.  | «Cold Is My Vengeance» (con Maurizio Iacono de Kataklysm y Ex Deo)                                  | 03:46    |  |
| 8.  | «My Name Is Fate» (con Mark Osegueda de Death Angel)                                                | 04:02    |  |
| 9.  | «The Gilded Dagger» (con Richard Sjunnesson y Roland Johansson de The Unguided, ex Sonic Syndicate) | 04:30    |  |
| 10. | «Closer to the Edge» (con Guillaume Bideau de Mnemic, ex Scarve)                                    | 04:36    |  |

## Disco 2
1. Dimmu Borgir – The Heretic Hammer (Bonus de la edición Americana del álbum "In Sorte Diaboli")

2. Immortal – Tyrants

3. Nile – As He Creates, So He Destroys

4. Exodus – Purge the World (Bonus de la edición japonesa del álbum "Shovel Headed Kill Machine")

5. Anthrax - Ghost

6. Meshuggah – Futile Bread Machine (Campfire Version) (Tomada de "The True Human Design" EP)

7. Chimaira - Kingdom of Heartache (Bonus de la edición japonesa del álbum "Resurrection")

8. All Shall Perish – Prisoner of War

9. Agnostic Front – All is Not Forgotten

10. Threat Signal – Counterbalance

Versión para Estados Unidos
- Canción 1 en el Disco 2 es Dimmu Borgir - The Ancestral Fever (Bonus de la edición Europea del álbum "In Sorte Diaboli")
- Canción 5 en el Disco 2 es Bleed The Sky - The Martyr
- Canción 7 en el Disco 2 es Epica - Replica (cover de Fear Factory)

## Miembros
- Peter Wichers - Bajo, Guitarra, Teclados, letras de las canciones
- Henry Ranta - Batería (Canciones 1, 2, 5, 6, 8)
- Dirk Verbeuren - Batería (Canciones 3, 4, 7, 9, 10)
- Mattias Nilsson - Shakers, Tambourine (Canción 5)